# 李长和
李长和（1942年5月—），男，天津人，中华人民共和国外交官。

## 生平
1965年，毕业于北京外国语学院，进入中华人民共和国外交部工作。曾任外交部国际司副司长。1995年5月，出任中华人民共和国常驻联合国维也纳办事处代表。1998年4月，出任中华人民共和国常驻联合国日内瓦办事处副代表、裁军大使。1999年11月，出任中华人民共和国驻捷克大使。2002年5月，自驻捷克大使离任。